# Oscar Astarloa
Pour les articles homonymes, voir Astarloa.
Pas d'image ? Cliquez ici

a Compétitions nationales et continentales officielles uniquement.

b Matchs officiels uniquement.
Oscar Astarloa, né le 6 septembre 1974 à Elgoibar (Espagne), est un joueur international espagnol de rugby à XV évoluant au poste de troisième ligne (1,90 m pour 100 kg).

## Carrière

### En club
- Saint-Jean-de-Luz olympique rugby (Fédérale 1) jusqu'en 2004
- Aviron bayonnais depuis 2004
- Gatos de Madrid: 2010
- Olympus XV Madrid 2009-2010
- CRC Madrid 2009-2012
- Gernika Rugby Taldea depuis 2012

### En équipe nationale
- Oscar Astarloa a connu sa première sélection avec l'équipe d'Espagne le 24 avril 1998 contre l'équipe d'Allemagne.

## Palmarès

### En équipe nationale
- 20 sélections
- 1 essai
- Sélections par année : 3 en 1998, 7 en 1999, 2 en 2000, 1 en 2001, 2 en 2002, 1 en 2004, 4 en 2006

#### Coupe du monde
- 1999 : 3 sélections (équipe d'Uruguay, équipe d'Afrique du Sud, équipe d'Écosse).